# 1834
Промислова революція •  Національно-визвольні рухи • Робітничий рух •  Російська імперія

## Геополітична ситуація
У Росії править імператор Микола I (до 1855). Російській імперії належить більша частина України, значна частина Польщі, Грузія, Закавказзя, Фінляндія, Аляска. Україну розділено між двома державами — Королівство Галичини та Володимирії належить Австрії, Правобережжя, Лівобережжя та Крим — Російській імперії.
В Османській імперії править султан Махмуд II (до 1839). Під владою османів перебувають Близький Схід та Єгипет, Середземноморське узбережжя Північної Африки, Болгарія. Васалами османів є Сербія, Боснія, Волощина та Молдова.
Австрійську імперію очолює Франц II (до 1835). Вона охоплює, крім власне австрійських земель, Угорщину з Хорватією, Трансильванію, Богемію, Північну Італію. Король Пруссії — Фрідріх-Вільгельм III (до 1840). Баварське королівство очолює Людвіг I (до 1848). Австрія, Пруссія, Баварія та інші німецькомовні держави об'єднані в Німецький союз.
У Франції королює Луї-Філіпп I (до 1848). Франція має колонії в Карибському басейні, Південній Америці та Індії. На троні Іспанії сидить Ізабелла II (до 1868). Королівству Іспанія належать частина островів Карибського басейну, Філіппіни. Королева Португалії — Марія II (до 1853). Португалія має володіння в Африці, в Індії, в Індійському океані й Індонезії.
У Великій Британії править король Вільгельм IV (до 1837). Британія має колонії в Північній Америці, на Карибах та в Індії. Королівство Нідерланди очолює Віллем I (до 1840). Король Данії та Норвегії — Фредерік VII (до 1863), на шведському троні сидить Карл XIV Юхан Бернадот (до 1844). Італія розділена між Австрією та Королівством Обох Сицилій. Існує Папська держава з центром у Римі.
У Латинській Америці існують незалежні Об'єднані провінції Ріо-де-ла-Плати, Уругвай, Колумбія, Венесуела, Еквадор, Мексика, Центральноамериканська федерація, Болівія. У Бразильській імперії править Педру I (до 1834). Посаду президента США обіймає Ендрю Джексон. Територія на півночі північноамериканського континенту належить Великій Британії, вона розділена на Нижню Канаду та Верхню Канаду, територія на півдні та заході континенту належить Мексиці.
В Ірані при владі Каджари. Британська Ост-Індійська компанія захопила контроль майже над усім Індостаном. У Пенджабі існує Сикхська держава. У Бірмі править династія Конбаун, у В'єтнамі — династія Нгуєн. У Китаї володарює Династія Цін. У Японії триває період Едо.

## Події

### В Україні
- Почалися заняття в Київському університеті Св. Володимира.

### У світі
- 1 січня утворено Німецький митний союз.
- 6 березня інкорпоровано місто Торонто у Верхній Канаді.
- 28 травня у Португалії розпущено релігійні ордени й націоналізована їхня власність.
- 15 липня королівським указом ліквідовано Іспанську інквізицію.
- 16 липня прем'єр-міністром Великої Британії став Вільям Лем, віконт Мельбурн.
- 24 липня Ліберальні війни в Португалії завершилися перемогою прибічників Марії II.
- 18 вересня Афіни проголошено столицею Греції.
- 14 листопада король Вільям IV звільнив Вільяма Лема з посади прем'єр-міністра і призначив тимчасовим виконувачем обов'язків герцога Веллінгтона.
- 10 грудня прем'єр-міністром Великої Британії став Роберт Піль.

### В суспільному житті
- 1 серпня в Британській імперії скасовано рабство.
- 14 серпня у Британії прийнято поправку до закону про бідних, постановивши, що для отримання державної допомоги потрібно вступити в робітній дім.
- Румунську мову заборонено в школах та урядових установах Бессарабської області Російської імперії.

### У науці
- Еміль Клапейрон написав мемуар про основні принципи дії теплових машин.
- Майкл Фарадей  у публікації «On Electrical Decomposition» у Philosophical Transactions of the Royal Society,запропонував терміни електрод, анод, катод, аніон, катіон, електроліт та електроліз.[1]
- Фрідліб Рунге відкрив фенол, екстрагувавши його з вугільного дьогтю.

### У мистецтві
- Вийшов роман Оноре де Бальзака «Батько Горіо».
- Адам Міцкевич опублікував поему «Пан Тадеуш».
- Ектор Берліоз написав симфонію «Гарольд в Італії».

## Народились
Дивись також Категорія:Народились 1834
- 6 січня — Руданський Степан Васильович, український поет
- 30 січня — Антонович Володимир Боніфатійович, український історик, археолог, етнограф, археограф (пом. 1908)
- 8 лютого — Менделєєв Дмитро Іванович, російський хімік, автор періодичної таблиці хімічних елементів (1869) (пом. 1907)
- 17 березня — Готліб Даймлер, німецький інженер, винахідник, піонер автомобілебудування (пом. 1900)
- 2 квітня — Фредерік Огюст Бертольді, французький скульптор, автор статуї «Свобода», подарованої Францією США
- 19 липня — Едгар Дега, французький художник-експресіоніст
- 2 серпня — Фредерік Бартольді, французький скульптор
- 8 серпня — Федькович Осип-Юрій Адальбертович (Гординський), письменник романтичного напряму, автор віршів, балад, поем (пом. 1888).
- 22 серпня — Семюел Пірпонт Ленглі, американський астроном, фізик і піонер авіації

## Померли
Дивись також Категорія:Померли 1834
- 31 серпня — Карл Людвіг Гардінг, німецький астроном, який відкрив астероїд Юнона
- 24 вересня — Педро I Бразильський, імператор Бразилії та король Португалії (як Педро IV)